# الحركة الراديكالية الإيرانية
الحركة الراديكالية الإيرانية (بالفارسية: نهضت راديكال ايران) كان حزبا سياسيا في إيران خلال الثورة الإيرانية. كان الحزب متحالفًا مع حزب الجمهورية الإسلامية الشعبية  ومعارض للحزب الجمهوري الإسلامي.
كان العديد من أعضاء الحزب شركاء سابقين في القوة الثالثة وآخرون شاركوا في إضراب المعلمين عام 1961 بقيادة محمد دراخشيش. وكان بعضهم موظفين في وزارتي التربية والعدل. وطالبت الحركة الراديكالية بسيادة القانون والإفراج عن السجناء السياسيين وإنهاء الوحشية والتعذيب على أيدي قوات الأمن.